# 科塔内斯德尔蒙特
科塔内斯德尔蒙特，是西班牙卡斯蒂利亚-莱昂萨莫拉省的一个市镇。 总面积15平方公里，总人口155人（2001年），人口密度10人/平方公里。